# Megascops petersoni
Megascops petersoni é uma espécie de ave da família Strigidae.
Pode ser encontrada nos seguintes países: Equador e Peru.
Os seus habitats naturais são: regiões subtropicais ou tropicais húmidas de alta altitude.